# La Boissière-École
 La Boissière-École  es una población y comuna francesa, en la región de Isla de Francia, departamento de Yvelines, en el distrito de Rambouillet y cantón de Rambouillet.

El Bosque de la Charmoie es un paraje natural en los alrededores de La Boissière-École que resulta atractivo para los turistas de paso por la región.

## Demografía
| 446 | 412 | 461 | 528 | 655 | 725 |
| Para los censos de 1962 a 1999 la población legal corresponde a la población sin duplicidades (Fuente: INSEE [Consultar]) |     |     |     |     |     |